# 리베카 체프테게이
리베카 체프테게이(영어: Rebecca Cheptegei, 1991년 2월 22일~2024년 9월 5일)는 우간다의 크로스컨트리, 장거리 달리기 및 마라톤 달리기 선수이다. 2010년부터 우간다를 대표하여 IAAF 세계 육상 크로스 컨트리 챔피언십, 세계 산악 트레일 달리기 챔피언십, 세계 육상 선수권 대회 등에 출전했으며 파리에서 열린 2024년 하계 올림픽 여자 마라톤에 출전하여 44위를 기록했다. 2024년 9월 연인에게 공격을 받아 화상을 입고 치료를 받다가 사망했다.